# Remy Vandeweyer
Remy Vandeweyer, né le 27 juillet 1928, est un joueur de football international belge actif durant les années 1950. Il évolue au poste de milieu de terrain et est surtout connu pour les neuf saisons qu'il joue à la Royale Union saint-gilloise.

## Carrière en club
Remy Vandeweyer fait ses débuts au Racing Club de Bruxelles en 1949. Après deux saisons, il est recruté par la Royale Union saint-gilloise, de retour en Division 1. Il trouve rapidement sa place dans le onze de base de l'.équipe et devient un titulaire indiscutable en milieu de terrain. Ses bonnes prestations régulières lui valent d'être appelé à deux reprises en équipe nationale belge durant l'année 1956. Après neuf saisons de bons et loyaux services, Remy Vandeweyer quitte l'Union en 1960, après avoir disputé notamment les demi-finales de la Coupe des villes de foires 1958-1960. Il rejoint ensuite les rangs de l'OLSE Merksem SC, une équipe de Division 2. Il y joue un an puis décide de mettre un terme à sa carrière de joueur.

### Statistiques
| Saison                | Club                  | Championnat           | Championnat | Championnat | Coupe(s) nationale(s) | Coupe(s) nationale(s) | Compétition(s) continentale(s) | Compétition(s) continentale(s) | Compétition(s) continentale(s) | Total | Total |
| Saison                | Club                  | Division              | M.          | B.          | M.                    | B.                    | Comp.                          | M.                             | B.                             | M.    | B.    |
| 1949-1950             | Racing CB             | Division 1            | -           | -           | 0                     | 0                     | -                              | 0                              | 0                              | 0     | 0     |
| 1950-1951             | Racing CB             | Division 1            | -           | -           | 0                     | 0                     | -                              | 0                              | 0                              | 0     | 0     |
| Sous-total            | Sous-total            | Sous-total            | -           | -           | -                     | -                     | -                              | 0                              | 0                              | 0     | 0     |
| 1951-1952             | Union SG              | Division 1            | -           | -           | 0                     | 0                     | -                              | 0                              | 0                              | 0     | 0     |
| 1952-1953             | Union SG              | Division 1            | -           | -           | 0                     | 0                     | -                              | 0                              | 0                              | 0     | 0     |
| 1953-1954             | Union SG              | Division 1            | -           | -           | -                     | -                     | -                              | 0                              | 0                              | 0     | 0     |
| 1954-1955             | Union SG              | Division 1            | -           | -           | -                     | -                     | -                              | 0                              | 0                              | 0     | 0     |
| 1955-1956             | Union SG              | Division 1            | -           | -           | -                     | -                     | -                              | 0                              | 0                              | 0     | 0     |
| 1956-1957             | Union SG              | Division 1            | -           | -           | 0                     | 0                     | -                              | 0                              | 0                              | 0     | 0     |
| 1957-1958             | Union SG              | Division 1            | -           | -           | 0                     | 0                     | -                              | 0                              | 0                              | 0     | 0     |
| 1958-1959             | Union SG              | Division 1            | -           | -           | 0                     | 0                     | -                              | 3                              | 0                              | 3     | 0     |
| 1959-1960             | Union SG              | Division 1            | -           | -           | 0                     | 0                     | -                              | 2                              | 0                              | 2     | 0     |
| Sous-total            | Sous-total            | Sous-total            | -           | -           | -                     | -                     | -                              | 5                              | 0                              | 5     | 0     |
| 1960-1961             | OLSE Merksem SC       | Division 2            | -           | -           | 0                     | 0                     | -                              | 0                              | 0                              | 0     | 0     |
| Sous-total            | Sous-total            | Sous-total            | -           | -           | -                     | -                     | -                              | 0                              | 0                              | 0     | 0     |
| Total sur la carrière | Total sur la carrière | Total sur la carrière | 1           | -           | -                     | -                     | -                              | 5                              | 0                              | 6     | 0     |

## Carrière en équipe nationale
Remy Vandeweyer est convoqué à deux reprises en équipe nationale belge, pour autant de matches joués. Il dispute son premier match avec les « Diables Rouges » le 3 juin 1956 lors d'un match amical remporté 5-4 contre la Hongrie de Ferenc Puskás, au cours duquel il inscrit le deuxième but belge. Il joue son second match international le 14 octobre de la même année face aux Pays-Bas.

### Liste des sélections internationales
Le tableau ci-dessous reprend toutes les sélections de Remy Vandeweyer. Le score de la Belgique est toujours indiqué en gras.
| Date       | Compétition  | Adversaire | Lieu      | Score | Remarque  |
| ---------- | ------------ | ---------- | --------- | ----- | --------- |
| 03/03/1953 | Match amical | Hongrie    | Bruxelles | 5-4   | 59e (2-3) |
| 14/10/1956 | Match amical | Pays-Bas   | Anvers    | 2-3   |           |